# Doggerbank (Naturschutzgebiet)

Karte der Naturschutzgebiete in der deutschen ausschließlichen Wirtschaftszone

Die Doggerbank ist ein Naturschutzgebiet im Bereich der deutschen ausschließlichen Wirtschaftszone in der Nordsee. Es umfasst den deutschen Anteil der Doggerbank, der größten überspülten Sandbank in der Nordsee.
Das Naturschutzgebiet ist rund 1.692 km² groß. Es ist deckungsgleich mit dem gleichnamigen, 2007 ausgewiesenen FFH-Gebiet. Das Gebiet steht seit dem 28. September 2017 unter Naturschutz.
Das Naturschutzgebiet liegt in der Nordsee im sogenannten „Entenschnabel“. Die Doggerbank liegt in diesem Bereich in etwa 29 bis 40 Meter Tiefe. Ihre Sedimente bestehen meistens aus schillreichem Feinsand. Daneben sind Mittelsand und kleine Steine vorhanden. An den Hängen gehen die Sande der Doggerbank in tieferem Wasser in schlickige Substrate über. Die relativ geringe Wassertiefe führt bis in Bodennähe zu einer hohen biologischen Produktion. Die Sandbiotope sind Lebensraum verschiedener Arten des Benthos, darunter zahlreiche Arten der deutschen Roten Listen. Das Gebiet bietet Fischpopulationen gute Wachstumsbedingungen. So kommen u. a. Schollen, Dorsche, Heringe, Seezungen, Grundeln und Sandaale hier vor. Das Gebiet ist dadurch Nahrungshabitat für Seevögel und Meeressäuger. Im Naturschutzgebiet wurden z. B. Basstölpel, Eissturmvogel, Heringsmöwe, Dreizehenmöwe und Trottellumme sowie Schweinswal und Seehund nachgewiesen. Durch ihre Lage hat die Doggerbank eine Trittsteinfunktion für die küstennahen, sandigen Flachwasserbiotope der gesamten Nordsee.